# VOC Rotterdam
Die VOC (Volharding Olympia Combinatie, deutsch „Ausdauer-Olympia-Kombination“) ist ein Cricket- und Fußballverein in der zweitgrößten niederländischen Stadt Rotterdam, Provinz Zuid-Holland. Der Club hat rund 1.500 Mitglieder, von denen etwa 170 Cricket spielen. Die Heimspielstätte ist der Sportpark Hazelaarweg in Hillegersberg-Schiebroek.

## Geschichte
Die VOC wurde am 1. Januar 1904 durch die Fusion der beiden Vereine RC & VV Volharding, gegründet am 1. Januar 1895, und RV & CV Olympia, gegründet am 23. Mai 1885, neu geschaffen. Das Gründungsdatum von Volharding wurde dabei als offizielles Gründungsdatum des neuen Vereins vereinbart.
Die Heimspiele werden auf dem vereinseigenen Gelände am Hazelaarweg in Hillegersberg-Schiebroek ausgetragen.

## Fußball
Die VOC hat derzeit 14 Seniorenteams, wobei das erfolgreichste davon in der Sonntagsabteilung der 5. Liga spielt. Im Jugendbereich verfügt der Verein über ca. 50 Mannschaften. Dies zusammengenommen macht ihn zu einem der größten Vereine in Rotterdam.
Zweimal, in der Saison 1904/05 gegen HBS Den Haag II und in der Saison 1906/07 gegen VUC Den Haag, konnte die VOC den niederländischen KNVB-Pokal gewinnen.

## Cricket

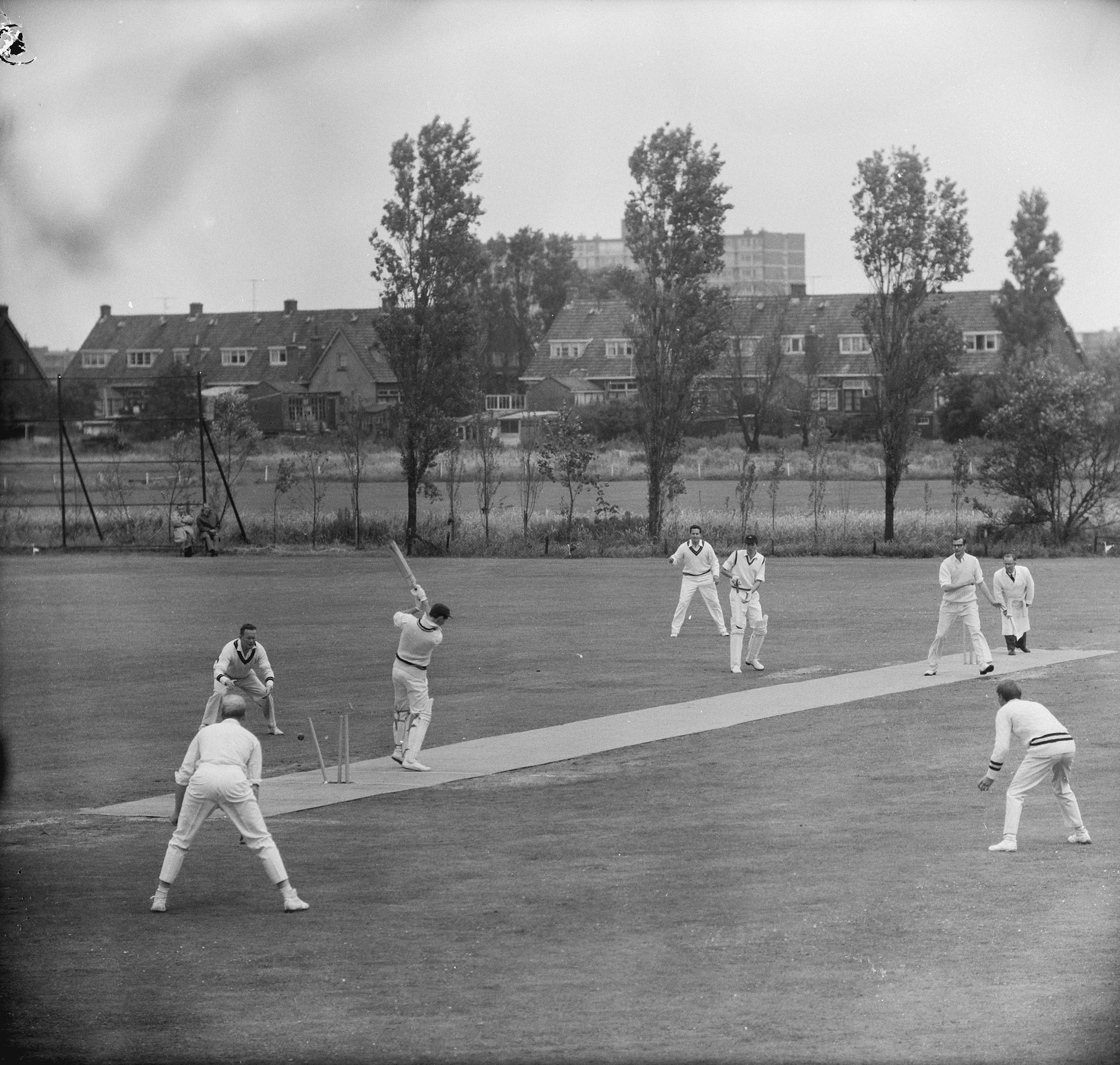
Cricketspiel des VOC gegen den Haagsche Cricket Club (HCC) aus Den Haag im Juni 1964

Die VOC hat sechs Männer-Senioren-Teams, ein Veteranen-Team und ein Frauen-Team, die jeweils in der niederländischen Topklasse spielen. Der Verein konnte bislang elf Mal niederländischer Cricket-Meister werden, zuletzt 2018.
2019 nahm die VOC zudem als niederländischer Vertreter an der ersten European Cricket League in La Manga teil, einem internationalen T10-Turnier europäischer Meister, und konnte die Inaugurationsveranstaltung im Finale gegen die SG Findorff als Sieger beenden. Die erste Mannschaft wird trainiert von Christopher Smith.

## Bekannte Aktive

### Fußballnationalspieler

#### A-Nationalspieler
- George Beijers (1 Einsatz, 1919)
- Jan van der Sluis (1 Einsatz, 1912)
- Wim Bronger (1 Einsatz, 1912)
- Ber Groosjohan (14 Einsätze, 1920–1924)
- Arnold Hörburger (8 Einsätze, 1910–1912)

### Cricketnationalspieler
- Anton Bakker
- Max O’Dowd (2 ODIs, 16 Twenty20 seit 2015)
- Scott Edwards (4 ODIs, 9 Twenty20 seit 2018)
- Pieter Seelaar (41 ODIs, 49 Twenty20 seit 2006)